# 大嵩卫
大嵩卫是中国北方海防重镇，位于山东省胶东半岛南部海滨，是明代中国沿海创建的九卫十八所之一。清代更名为海阳城，与威海卫规格同等。1860年5月法国炮舰在大嵩卫外城逡回，试图攻城。1960年8月中华民国国军从大嵩卫外海强行登陆，被击溃俘虏。
大嵩卫目前行政隶属海阳市凤城街道办事处，防务隶属海阳市边防大队，关务隶属青岛海关。